# Нэджансан
Нэджансан (кор. 내장산?, 內藏山?) — горы и расположенный на них национальный парк в Южной Корее, находящиеся на границе провинций Чолла-Пукто и Чолла-Намдо на юго-западе Корейского полуострова. Высота — 763 метра.

## Внешние ссылки
- Национальный парк Нэджансан. Архивировано из оригинала 7 октября 2006 года.